# Blackened crust
Blackened crust je subžánr metalu, který v sobě kombinuje crust a black metal. Poprvé se objevil tento název v roce 1994 ve Viktorií.

## Vývoj
První kapela, která tento subžánr hrála a dala mu název byla Black Kronstadt. V povědomí se tento název dostal v roce 1994 s nahrávkou Crimes of Capital, Crimes of the State. V teto nahrávce už se objevovali základní rysy blackened crustu, ale stále hodně převažovali punkové rysy. Díky silným punkovým rysům se tento název neuchytil, změna přišla až s kapelou Iskra, která v roce 2004 vydala nahrávku s názvem Iskra LP. Toto období se všeobecně uznává jako vznik blackened crustu. Po tomto období se objevovaly další kapely které hrály blackened crust.

Tento styl hudby začaly používat i některé black metalové kapely jako např. Darkthrone ale texty zůstali klasický black metalové. Daniel Ekeroth v roce 2008 napsal
 Ve velmi ironickém paradoxu se black metal a crust začínají míchat, členové kapel Darkthrone a Satyricon se v poslední době vyjádřili že milují punk.Je fakt že poslední album crustové kapely Skitsystem znělo velice black metalově zatím co poslední materiál od Darkthrone zněl velice punkově. To by začátkem 90. let bylo nemyslitelné.

## Základní rysy žánru
Pro blackened crust je typické black metalové aranžmá které je doplněno o punkové riffy. Ve zpěvu se používá growling nebo screaming, celkový zvuk zní podobně mrazivě jako v black metalu.
Odlišnost oproti black metalu je v textech které jsou spojené s anarchismem stejně jako v anarcho-punku. Ústředními tématy textu jsou antikapitalismus, antifašismus, ekologie a sociální témata (rasismus, homofobie, sexismus apod.).

## Kapely
Zde je menší výběr kapel které hrají blackened crust.
- Iskra - Kanadská kapela která založila žánr.
- Radioskugga - kapela ze Švédska, začala hrát blackened crust jako druha.
- Ancst - Německá blackened crust kapela.
- Ramaskri - Švédska blackened crust kapela.
- Wildspeaker - Americká blackened crust kapela.
- Mother Earth - Guatemalská blackened crust kapela.
- Nightmare Collective - Kanadská blackened crust kapela.
- Seeds in barren fields - Švédska blackened crust kapela.
- Kronstadt - Česká blackened crust kapela.
- RuptürA - Brazilská blackened crust kapela.
- Deuszebul - Brazilská blackened crust kapela.
- FaceOfAnother - Anglická blackened crust kapela.
- Fukpig - Anglická blackened crust kapela.
- Shikabane - Japonská blackened crust kapela.